# La Femme sans sépulture
La Femme sans sépulture est un  d'Assia Djebar paru en 2002.

## Résumé
Zoulikha est une héroïne de la guerre d'Algérie qui a rejoint les moudjahides en 1957. Mais elle disparaît sans laisser de traces en 1959, après avoir été arrêtée par l'armée française.
Femme sans sépulture, son souvenir continue de hanter la ville de Césarée,.

## Historique
Assia Djebar commence à écrire ce roman en 1981, à partir de témoignages de proches, et le termine à New York en 2001.